# Осек (гміна, Бродницький повіт)
Гміна Осек (пол. Gmina Osiek) — сільська гміна у північній Польщі. Належить до Бродницького повіту Куявсько-Поморського воєводства.
Станом на 31 грудня 2011 у гміні проживало 4096 осіб.

## Площа
Згідно з даними за 2007 рік площа гміни становила 75.12 км², у тому числі:
- орні землі: 82.00%
- ліси: 9.00%

Таким чином, площа гміни становить 7.23% площі повіту.

## Населення
Станом на 31 грудня 2011:
| Опис     | Загалом | Загалом | Чоловіки | Чоловіки | Жінки | Жінки |
| -------- | ------- | ------- | -------- | -------- | ----- | ----- |
| одиниця  | осіб    | %       | осіб     | %        | осіб  | %     |
| все      | 4096    | 100     | 2051     | 50.07    | 2045  | 49.93 |
| міське   | 0       | 100     | 0        |          | 0     |       |
| сільське | 4096    | 100     | 2051     | 50.07    | 2045  | 49.93 |

## Сусідні гміни
Гміна Осек межує з такими гмінами: Бродниця, Рипін, Сведзебня, Вомпельськ.